# Кудама (река)
Ку́дама (Кудом, карел. Kuudamu) — река в России, протекает по территории Петровского сельского поселения Кондопожского района и Эссойльского сельского поселения Пряжинского района Республики Карелия.
Река впадает в Сямозеро у посёлка Кудама, длина реки составляет 25 км, площадь водосборного бассейна 112 км².
В среднем течении принимает левый приток — Эльмичу (из Эльмитозера), в нижнем — протекает через Кудамозеро (с притоком, вытекающим из озера Раваярви).

## Данные водного реестра
По данным государственного водного реестра России относится к Балтийскому бассейновому округу, водохозяйственный участок реки — Шуя, речной подбассейн реки — Свирь (включая реки бассейна Онежского озера). Относится к речному бассейну реки Нева (включая бассейны рек Онежского и Ладожского озера).
Код объекта в государственном водном реестре — 01040100112102000014516.

## Фотографии
|  |  |